# ろくぶんぎ座ベータ星
ろくぶんぎ座β星（ろくぶんぎざベータせい、β Sextantis、β Sex）は、ろくぶんぎ座の恒星である。見かけの等級は5.08と、淡いが肉眼でみえる明るさである。年周視差を基に計算した太陽からの距離は、およそ367光年である。

## 特徴
ろくぶんぎ座β星は、表面の有効温度はおよそ13,800K、光度は太陽の330倍程度で、半径は太陽の3.3倍、質量は太陽の4倍程度と見積もられる。

### 標準星
ろくぶんぎ座β星は、青みがかったB型主系列星で、スペクトル型はB6 Vと分類される。ろくぶんぎ座β星は、MKスペクトル分類において、B6 V型星の一次標準星に選ばれている。また、ストレムグレン測光システムでもuvby4色測光システム、及びβシステムの標準星に位置付けられている。更に、視線速度測定の標準星にもなっている。

### 変光
標準星であったろくぶんぎ座β星は、数多くの測光観測が行われたが、測定された等級には文献によってばらつきがあった。ばらつきは観測者間の違いにもよるので、明るさの変化は、データ整約上の問題かとも思われたが、一連の観測から光度変化を求めると、間違いなく変光していることがわかり、確定した変光星として扱われている
ろくぶんぎ座β星は、変光星総合カタログではりょうけん座α2型変光星かもしれないとされている。しかし、変光の周期を分析すると、周期は約15.4日となり、自転速度の測定値（≥80 km/s）から見積もられる自転周期と食い違う。りょうけん座α2星は自転に伴って変更する回転変光星の1種であるが、変光周期が正しければ、変光のしくみを自転で説明することには矛盾が生じる。